# کرپانتره
شهر کرپانتره (به فرانسوی: Carpentras) در شهرستان وکلوز در ناحیه پروانس آلپ-کوت دازور با جمعیت ۲۷٬۴۵۱ نفر در کشور فرانسه واقع شده‌است